# Porphyrinia caid
Porphyrinia caid är en fjärilsart som beskrevs av Charles Oberthür 1881. Porphyrinia caid ingår i släktet Porphyrinia och familjen nattflyn. Inga underarter finns listade i Catalogue of Life.